# Льон вузлоцвітий
Льон вузлоцвітий, льон вузькоквітковий (Linum nodiflorum) — вид рослин з родини льонові (Linaceae), поширений у Лівії, на півдні Європи, у західній Азії.

## Опис
Однорічна, гола рослина 15–50 см заввишки, з тонким корінням і ребристими стеблами. Листки чергові, 4–30 мм завдовжки, із залозами біля основи, ланцетні, нижні — лопатоподібні; краї дрібно- й гостро-зубчасті. Суцвіття нещільне, 5–25-квіткове. Квітки відносно великі. Чашолистки 11–13 мм завдовжки, голі, на краю й кілю дрібнозубчасті, на верхівці з коротким вістрям. Пелюстки 15–20 мм завдовжки, золотисто-жовті, іноді білуваті, з довгими нігтиками, з'єднаними між собою у вигляді трубки. Коробочка овально-гостра, 5 мм, не розпадається. 
Цвіте у квітні — червні.

## Поширення
Поширений у Лівії, на півдні Європи від південного сходу Франції до Криму, а також у Західній Азії. Населяє скелясті, часто вапняні схили пагорбів, перелоги та пустирі.
В Україні вид зростає на схилах, вздовж доріг і на трав'янистих місцях — у Криму, нерідко в передгір'ї.